# Alice Kyteler
Dame Alice Kyteler (31 de octubre de 1280 - 3 de noviembre de 1324), fue una noble hiberno-normanda, la primera persona acusada y condenada por brujería en Irlanda.

## Vida
Kyteler nació en la Casa de Kyteler, Condado de Kilkenny, Irlanda, la única hija de una familia acomodada hiberno-normanda.
Se casó cuatro veces: con William Outlaw (1295-1302) comerciante y prestamista; Adam le Blund (1302-1309) prestamista; Richard de Valle (1309-1316) terrateniente y por último con Sir John Le Poer (1316-1324). En 1302 ella y su segundo esposo fueron acusados brevemente de matar a su primer marido. Kyteler también incurrió en el resentimiento local debido a su riqueza y participación en el préstamo de dinero. Cuando su cuarto marido John Le Poer se enfermó en 1324, expresó la sospecha de que estaba siendo envenenado. Después de su muerte, los hijos de Le Poer de su primer matrimonio y los habidos de sus dos maridos anteriores la acusaron de usar veneno y hechicería en contra de sus padres y de favorecer a su hijo primogénito William Outlaw, que era el alcalde de Kilkenny. Además, ella y sus seguidores fueron acusados de negar la fe en Cristo y la Iglesia, el sacrificio de animales en encrucijadas para los demonios y blasfemia. 

### Juicio
El caso fue presentado en el mismo 1324 ante el entonces obispo de Ossory, Richard de Ledrede, un fraile franciscano inglés. El obispo escribió al Canciller de Irlanda, Roger Outlagh, para que la arrestaran, pero ella no dudó en emplear sus poderosas influencias. El Canciller probablemente era hermano de su primer marido. De hecho, de Ledrede mismo fue encarcelado por Sir Arnold Le Poer, el senescal de Kilkenny, su cuarto cuñado. John Darcy, el Lord Jefe de Justicia viajó a Kilkenny para investigar los hechos y reivindicó al obispo, quien de nuevo intentó tener a Dame Alice arrestada. 
Después de algunos meses de estancamiento del proceso, una de sus criadas, Petronilla de Meath, fue torturada y confesó brujería, implicando a Kyteler. Después de esto, Kyteler fue condenada. Ella huyó del país, presumiblemente al Reino de Inglaterra, no figurando en los registros contemporáneos. El obispo continuó con sus seguidores de clase baja, lanzando cargos de brujería también contra ellos. Petronilla de Meath fue flagelada y quemada en la hoguera el 3 de noviembre de 1324. La hija de Petronilla, Basilia, había huido con Kyteler a Inglaterra. El hijo de Kyteler, William Outlaw, también fue acusado, entre otras cosas, de herejía, usura, perjurio, adulterio y clericidio. Después de "retractarse", William escapó relativamente indemne, se le ordenó escuchar tres misas al día durante un año y la obligación de alimentar a los pobres. Este fue uno de los primeros casos de brujería en Europa y seguido muy de cerca durante la elección del Papa Juan XXII (1316-1334), al Papado. En 1320, este añadió la brujería a la lista de las herejías. [cita requerida]

## Íncubos
Este caso parece contener la primera reivindicación conservada de una bruja que afirma acostarse con un íncubo. Los Annales Hiberniae declaran que Ricardus Ledered, episcopus Ossoriensis, citavit Aliciam Ketil, ut sí purgaret de heretica pravitate; quae est magiae convicta, certo nam comprobatum est, quendam demonem incubum (nomine Robin Artisson) concubuisse cum ea..., Es decir, que Kyteler tuvo supuestamente relaciones carnales con un demonio llamado Robin Artisson.